# Espina (zoologia)
|  | Per a altres significats, vegeu «os». |

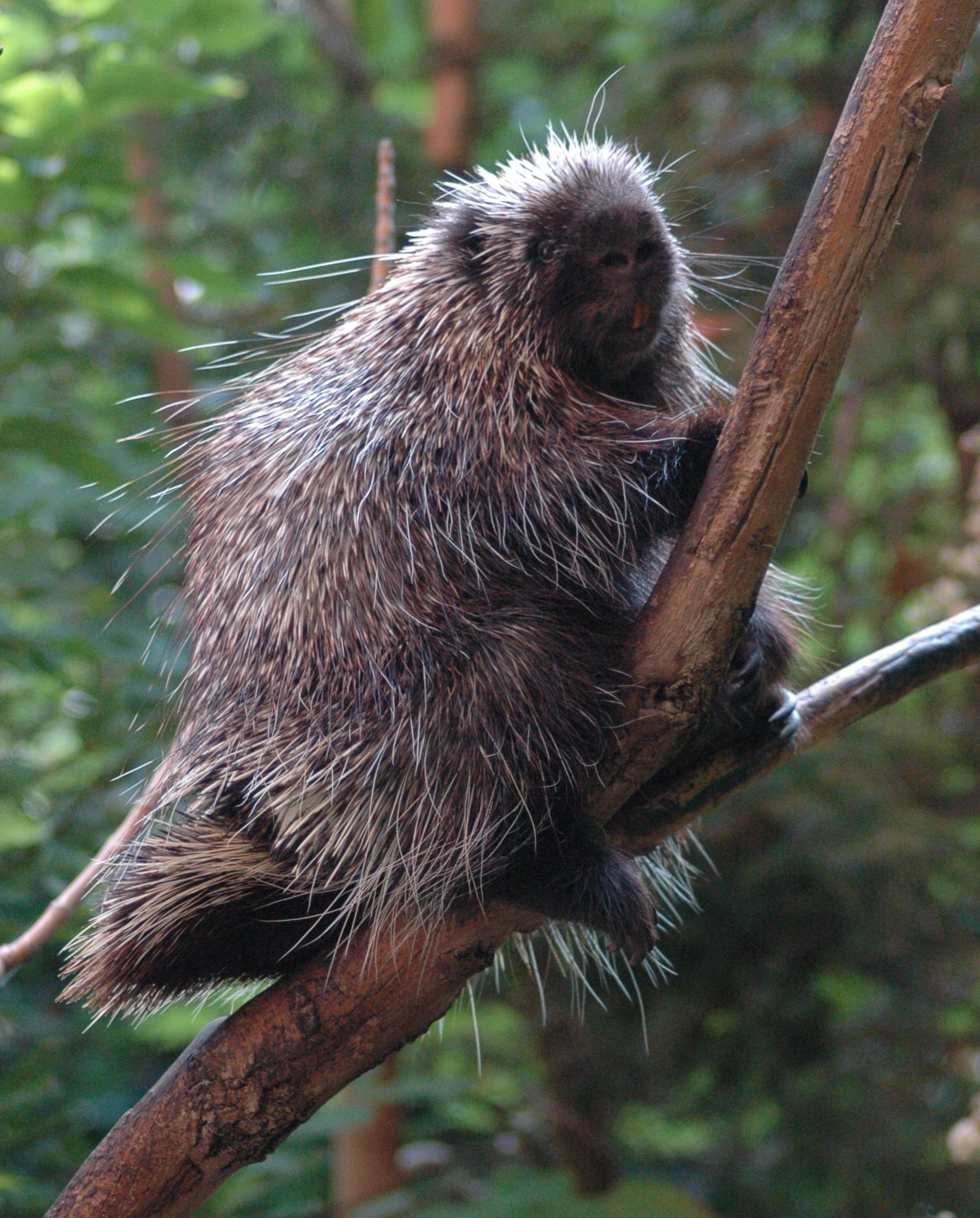
Porc espí nord-americà

Una espina és una estructura dura i rígida en forma d'agulla que presenten algunes espècies, i que sovint està formada de ceratina. Animals com el porc espí i l'eriçó de mar tenen espines com a mecanisme d'autodefensa. Els eriçons, els ratolins del gènere Acomys i, com a mínim, dos dinosaures de l'ordre dels ornitisquis, tenen espines.
En el context de la neurociència, es fa servir per referir-se a les dendrites, unes protuberàncies diminutes de la superfície de les cèl·lules nervioses que estan en connectades amb els terminals presinàptics.